# Biton zederbaueri
Espèce
Synonymes
- Daesia zederbaueri Werner, 1905

Biton zederbaueri est une espèce de solifuges de la famille des Daesiidae.

## Distribution
Cette espèce se rencontre en Turquie et en Israël.

## Description
Le mâle décrit par Roewer en 1933 mesure 11 mm.

## Publication originale
- Werner, 1905 : Ergebnisse einer naturwissenschaftlichen Reise zum Erdschias-Dagh (Kleinasien). I. Zoologischer Teil. Skorpione und Solifugen. Annalen des Kaiserlich Köninglichen Naturhistorischen Hofmuseums in Wien, vol. 20, p. 113-144.